# ريويتشي كيجيما
ريويتشي كيجيما (木島隆一 كيجيما ريويتشي) هو مؤدي أصوات ياباني ولد في 29 مارس 1985 في هوكايدو.

## أدواره في الأنمي

### مسلسلات أنمي تلفزيونية
- دورارارا!! ×2 المقدمة - يوشيكيري
- دورارارا!! ×2 المنتصف - يوشيكيري
- دورارارا!! ×2 الخاتمة - يوشيكيري
- غود إيتر - لينكا أوتسوغي
- بيست ساغا - آلجايرو
- ألدنوا زيرو - زيبرين
- أص الديناري - غودا
- بطولات أرسلان - رخام
- بوبوكي بورانكي - لويس غارسيا
- بوبوكي بورانكي: عمالقة الكوكب - لويس غارسيا
- بوروتو: ناروتو نكست جينيريشنز - ميتسوكي
- كوزو نو هونكاي - تاكيشي مورياما
- ملحمة تانيا الآثمة - هارالد فون فيست
- صراع الطبخ - تاكاو ميازاتو
- البدلة المتنقلة جاندام: أيتام الدم الحديدي - أورليس ستينجا، كورليس ستينجا
- إعادة تجسيدي في هيئة هلام - غيد
- هاي سكور غيرل - كاتو

### أفلام أنمي
- سفينة الفضاء ياماتو 2199: رحلة عبر النجوم - تيتسويا كيتانو
- بوروتو: ناروتو الفيلم - ميتسوكي
- نداء القلب - ريو شيميزو

## أدواره في ألعاب الفيديو
- فاير إمبلم أويكينينغ - إينيغو
- فاير إمبلم فيتس - لازلو

## وصلات خارجية
- صفحة IMDb